# Buxières-d’Aillac
Buxières-d’Aillac település Franciaországban, Indre megyében. Lakosainak száma 243 fő (2022. január 1.). Buxières-d’Aillac Arthon, Bouesse, Gournay, Jeu-les-Bois, Lys-Saint-Georges és Neuvy-Saint-Sépulchre községekkel határos.

## Népesség
A település népességének változása:
| Lakosok száma | 273  | 217  | 246  | 212  | 246  | 259  | 256  | 244  | 242  | 243  |
|               | 1968 | 1982 | 1990 | 2006 | 2013 | 2015 | 2017 | 2019 | 2020 | 2022 |